# Чермак, Иван
Иван Чермак (хорв. Ivan Čermak, 19 декабря 1949, Загреб, СФРЮ) — хорватский политик, предприниматель, бывший генерал-полковник армии Хорватии.

## Политика
Чермак — предприниматель, занимавшийся нефтяными и бензиновыми вопросами. Был вице-председателем исполкома партии Хорватское демократическое содружество и советником по экономике президента Франьо Туджмана. Короткое время возглавлял министерство экономики в 1993 году.

## Военная карьера
В 1991 году был заместителем министра обороны. Во время операции «Буря» Чермак командовал Книнским корпусом. Привлекался к ответственности за военные преступления против хорватских сербов Международным трибуналом по бывшей Югославии, но в 2011 году был полностью оправдан.
Кавалер ордена князя Трпимира и Орденом Утренней звезды Хорватии с ликом Блажа Лорковича (1995).